# Food Planet Prize
Food Planet Prize är en årlig internationell utmärkelse som premierar projekt och innovationer som minskar matsystemets påverkan på miljön. 2023 var prissumman 2 miljoner amerikanska dollar och priset är därmed att betrakta som världens största enskilda miljöpris i pengar räknat. Pristagarna väljs av en jury som leds av klimatforskaren Johan Rockström och kocken Magnus Nilsson.

## Historia
Food Planet Prize delas sedan 2020 ut av stiftelsen the Curt Bergfors Foundation som startades år 2019 med hjälp av en engångsdonation om 500 miljoner svenska kronor från den svenske entreprenören och företagaren Curt Bergfors, grundare till hamburgerkedjan Max Burgers AB.

## Vinnare
| År   |                            |                              |                   |                   |
| ---- | -------------------------- | ---------------------------- | ----------------- | ----------------- |
| 2020 | The Land Institute(en)     | FutureFeed(en)               | Icipe(en)/Sanergy | Blue Ventures(en) |
| 2021 | B4 Plastics                | Greenwave                    |                   |                   |
| 2022 | ColdHubs(en)               | The Global Mangrove Alliance |                   |                   |
| 2023 | The Agrobiodiveristy Index |                              |                   |                   |